# Mário Schoemberger
Mário Schoemberger (5 de febrero de 1952 - 14 de mayo de 2008) fue un actor brasileño.

## Biografía
En teatro, estuvo en obras como Las Brujas de Salem (1991), dirigida por Marcelo Marchioro, A Casa do Terror (1996), dirigida por João Luis Fiani y Jantar Entre Amigos (Pequenos Terremotos) (2001), dirigida por Felipe Hirsch. También produjo, escribió y, junto a Enéas Lour, actuó en la serie Trecentina, un homenaje a la ciudad de Curitiba.
En el cine, se puede ver a Schoemberger en películas como Normais (2004), Cheating and Itching is Just Starting (2005) y The Smell of the Drain (2007).
En televisión, estuvo en varias telenovelas y series de Globo y Record, como Vidas Opostas (2006), Desejos de Mulher (2002), y Vidas Cruzadas (2000), entre varias otras. Schoemberger también trabajó en locuciones para documentales y comerciales de televisión.
Mário Schoemberger recibió el Trofeo Gralha Azul en la categoría actor, por Misterios de Curitiba, dirigida por Ademar Guerra (1990-91) y O Ventre do Minotauro (1998); y en la categoría de texto infantil, por Peter Pan y Neverland (1998).
En su último papel, Schoemberger fue personalmente elegido en para la película O Cheiro do Ralo dirigido por Heitor Dhalia.
Mário Schoemberger fue hospitalizado en el Hospital Nossa Senhora das Graças de Curitiba, desde diciembre de 2007 por su tratamiento contra el cáncer. Algunos de sus amigos, entre los que se incluyen los cómicos Hélio Barbosa, Fábio Silvestre y Diogo Portugal organizaron el Os Amigos do Mário para pagar sus gastos médicos.

## Filmografía
En la televisión
- 2006 - Vidas Opostas .... Sérgio Ventura
- 2005 - A Grande Família
- 2005 - A Diarista .... Dom Diego
- 2004 - Da Cor do Pecado .... Borja
- 2004 - Os Aspones .... Sr. Góes
- 2002 - O Beijo do Vampiro .... Professor Antunes
- 2002 - Desejos de Mulher .... Coelho Leite
- 2000 - Vidas Cruzadas .... Ambrósio
- 1996 - Pista Dupla

En el cine
- 2006 - O Cheiro do Ralo - Homem do Relógio
- 2006 - Mulheres do Brasil - Rubão
- 2006 - Trair e Coçar É Só Começar - Cristiano
- 2003 - So Normal (Os Normais, o Filme)
- 2002 - Querido Estranho - Carlos Alfredo